# Спенсер (округ, Індіана)
Шаблон:StateAbbr_ 38°01′ пн. ш. 87°01′ зх. д. / 38.01° пн. ш. 87.01° зх. д.
Округ Спенсер (англ. Spencer County) — округ (графство) у штаті Індіана, США. Ідентифікатор округу 18147.

## Історія
Округ утворений 1818 року.

## Демографія
За даними перепису
2000 року
загальне населення округу становило 20391 осіб, усе сільське.
Серед мешканців округу чоловіків було 10217, а жінок — 10174. В окрузі було 7569 домогосподарств, 5755 родин, які мешкали в 8333 будинках.
Середній розмір родини становив 3,07.
Віковий розподіл населення поданий у таблиці:
| Стать    | До 15 років | 15-21 | 22-29 | 30-39 | 40-49 | 50-65 | 65-85 | Понад 85 |
| -------- | ----------- | ----- | ----- | ----- | ----- | ----- | ----- | -------- |
| Чоловіки | 2228        | 995   | 925   | 1533  | 1676  | 1727  | 1023  | 110      |
| Жінки    | 2183        | 887   | 879   | 1490  | 1538  | 1688  | 1329  | 180      |

## Суміжні округи
- Дюбойс — північ
- Перрі — схід
- Генкок, Кентуккі — південний схід
- Девісс, Кентуккі — південь
- Воррік — захід

## Виноски
1. ↑  U.S. Decennial Census. United States Census Bureau. Архів оригіналу за 12 травня 2015. Процитовано 10 липня 2014.
2. ↑  Historical Census Browser. University of Virginia Library. Архів оригіналу за 12 грудня 2009. Процитовано 10 липня 2014.
3. ↑  Population of Counties by Decennial Census: 1900 to 1990. United States Census Bureau. Архів оригіналу за 4 жовтня 2014. Процитовано 10 липня 2014.
4. ↑  Census 2000 PHC-T-4. Ranking Tables for Counties: 1990 and 2000 (PDF). United States Census Bureau. Архів оригіналу (PDF) за 18 грудня 2014. Процитовано 10 липня 2014.
5. ↑  Spencer County QuickFacts. Бюро перепису населення США. Архів оригіналу за 5 вересня 2015. Процитовано 25 вересня 2011. [Архівовано 2011-07-28 у Wayback Machine.](англ.) Наведено за англійською вікіпедією.
6. ↑  American FactFinder. Бюро перепису населення США. Архів оригіналу за 26 лютого 2012. Процитовано 31 січня 2008. [Архівовано 2008-05-21 у Wayback Machine.]

| США | Це незавершена стаття з географії США. Ви можете допомогти проєкту, виправивши або дописавши її. |